# Isthme Saint-Aignant

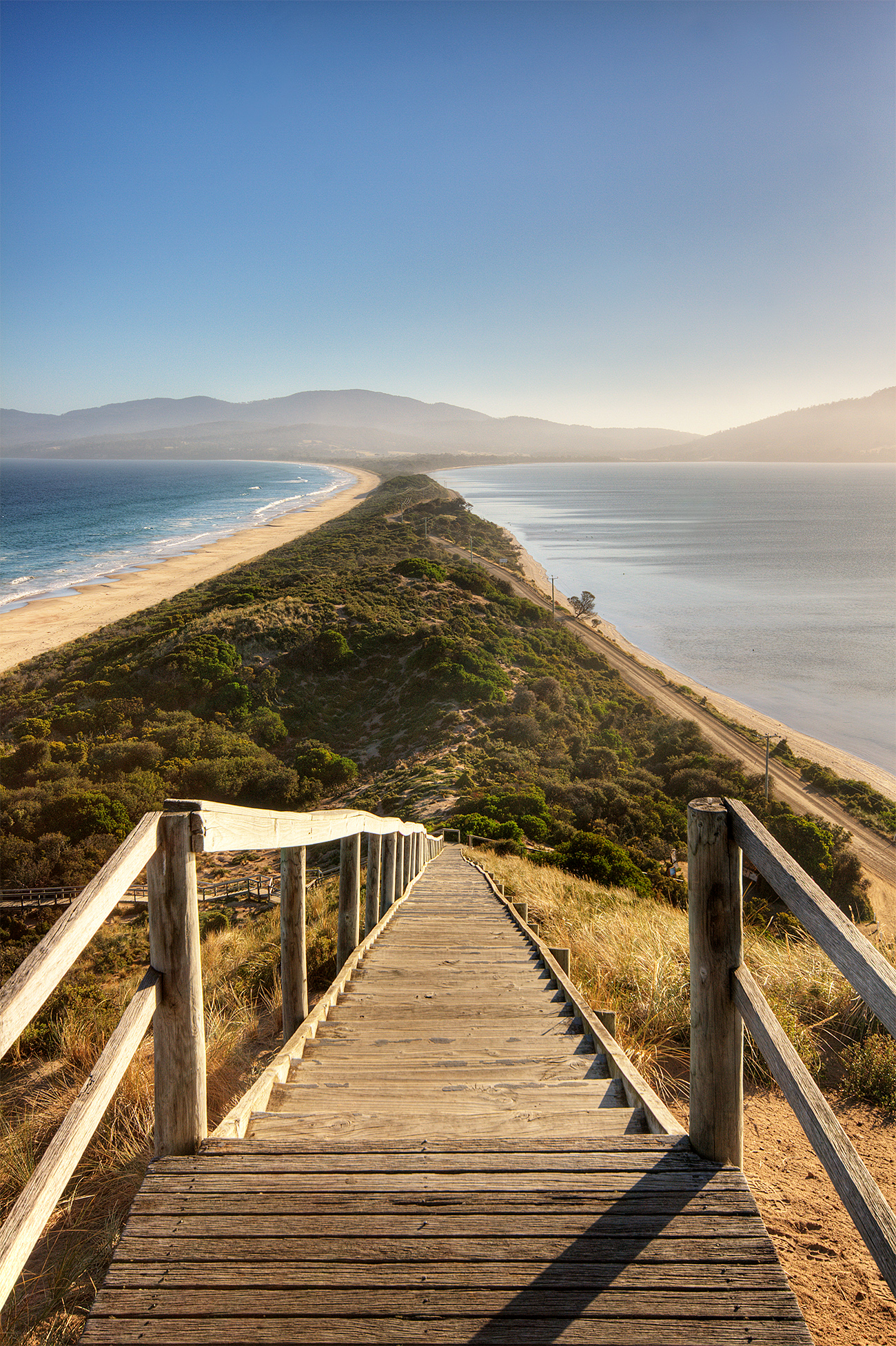
Vue de l'isthme Saint-Aignant.

L'isthme Saint-Aignant, appelé The Spit en anglais, est un isthme australien reliant les deux parties nord et sud de l'île Bruny, une île relevant administrativement de la Tasmanie. Il est bordé par la mer de Tasman à l'est et par le canal d'Entrecasteaux à l'ouest. D'après le Voyage de découvertes aux terres australes laissé par François Péron, membre de cette expédition, il fut découvert et nommé au début du XIXe siècle par l'expédition vers les Terres australes commandée par Nicolas Baudin.